# Понсдорф
Понсдорф (нім. Pohnsdorf) — громада в Німеччині, розташована в землі Шлезвіг-Гольштейн. Входить до складу району Плен. Складова частина об'єднання громад Прец-Ланд.
Площа — 24,62 км2. Населення становить 409 ос. (станом на 31 грудня 2020).